# Leichtathletik-Weltmeisterschaften 2001/Teilnehmer (Nauru)
| Gelbes Symbol für Goldmedaillen mit stilisierten Olympischen Ringen | Graues Symbol für Silbermedaillen mit stilisierten Olympischen Ringen | Braundes Symbol für Bronzemedaillen mit stilisierten Olympischen Ringen |
| ------------------------------------------------------------------- | --------------------------------------------------------------------- | ----------------------------------------------------------------------- |
| —                                                                   | —                                                                     | —                                                                       |

Zu den achten Leichtathletik-Weltmeisterschaften 2001 im kanadischen Edmonton entsandte die Republik Nauru eine Athletin.

## Ergebnisse
Detsalena Olsson belegte am 5. August 2001 im ersten Vorlauf über 100 Meter der Frauen in einer Zeit von 14,04 Sekunden den siebten und letzten Platz. Unter den 54 Teilnehmerinnen der Vorläufe war lediglich die Salomonerin Priscilla Walenenea langsamer.
| Athlet           | Disziplin      | Vorlauf | Vorlauf | Viertelfinale | Viertelfinale | Halbfinale    | Halbfinale    | Finale        | Finale        |
| Athlet           | Disziplin      | Zeit    | Platz   | Zeit          | Platz         | Zeit          | Platz         | Zeit          | Platz         |
| ---------------- | -------------- | ------- | ------- | ------------- | ------------- | ------------- | ------------- | ------------- | ------------- |
| Detsalena Olsson | 100 m (Frauen) | 14,04 s | 53.     | ausgeschieden | ausgeschieden | ausgeschieden | ausgeschieden | ausgeschieden | ausgeschieden |